# Абдалла ибн Хамад Аль Халифа
Абдалла ибн Хамад Аль Халифа (араб. عبد الله بن حمد آل خليفة‎; род. 30 июня 1975, Эр-Рифа-эш-Шарки) — второй сын короля Бахрейна Хамада ибн Исы.

## Биография
Родился 30 июня 1975 года в семье принца Хамада ибн Исы и его супруги Сабики бинт Ибрагим Аль Халифы.
Был известен дружбой с американским певцом Майклом Джексоном, которому перечислил 2,2 млн долларов для оплаты судебных издержек, связанных с предъявлением певцу обвинения в растлении несовершеннолетних. После того как Джексон был оправдан, Абдалла предложил ему с семьёй и персоналом переехать в Бахрейн. Певец принял предложение.
В ноябре 2008 года принц Абдалла подал 
в Высокий суд иск к певцу, который ранее покинул страну, 
о невыполнении контрактных обязательств.
Как и многие принцы Бахрейна, он является представителем судебной власти, исполняя обязанности судьи гражданской системы. Помимо государственной деятельности, он возглавляет Бахрейнскую автомобильную федерацию и Международную комиссию картинга.

## Семья
Женат на принцессе Хессе бинт Халифа Аль Халифа, которая с 2004 года является членом Верховного совета по делам женщин. У супругов 4 детей, старший из которых принц Иса (род. 1999) является профессиональным автогонщиком.